# Sächsisches Landesgymnasium für Musik Carl Maria von Weber
Das Sächsische Landesgymnasium für Musik Carl Maria von Weber ist ein Musikgymnasium in Dresden.

## Geschichte
Der Hochschule für Musik Carl Maria von Weber wurde 1965 eine Spezialschule für Musik zugeordnet. Sie war eine von vier solchen Schulen für musikalisch begabte Schüler in der DDR. Die Schule bezog die 1896–1897 von Karl Emil Scherz in Anlehnung an Formen der Neorenaissance für Adolf Rothermundt erbaute Villa Rothermundt. Wie an anderen polytechnischen Oberschulen besuchten zunächst Schüler ab der achten Klasse die Schule. Seit 1966 wurden Schüler ab der siebenten, seit 1975 ab der sechsten Klasse aufgenommen. Die Schulzeit an der Spezialschule endete mit dem Mittelschulabschluss und gegebenenfalls dem Übergang zur Erweiterten Oberschule. Am 9. Januar 1989 besuchte Sir Yehudi Menuhin die Schule, der von 1997 bis zu seinem Tod 1999 ihr Schirmherr war. Danach übernahm Colin Davis diese Aufgabe.

## Gegenwart
Auch nach der politischen Wende in der DDR 1989 blieb das Musikgymnasium an die Musikhochschule angebunden. Professoren und Lehrbeauftragte der Hochschule, darunter viele Musiker der Sächsischen Staatskapelle und der Philharmonie, übernehmen die gesamte Instrumentalausbildung. Seit 2004 heißt die Schule „Sächsisches Landesgymnasium für Musik Carl Maria von Weber“ und nimmt Schüler ab der fünften Klasse auf. Neben dem sächsischen Zentralabitur legen die Absolventen auch eine musikalische Abschlussprüfung nach den Kriterien zur Studienaufnahme an einer Musikhochschule ab. Seit 2004 gehören neben den Orchesterinstrumenten auch Blockflöte, Gitarre und Jazzmusik zum musikalischen Angebot.
Das Sächsische Landesgymnasium für Musik ist eine Ganztagsschule. Für auswärtige Schüler stehen 75 Internatsplätze zur Verfügung, die sich in zwei Neubauten im Park der Villa Rothermund befinden. Für den gymnasialen Unterricht bezog die Schule 2010 das Gebäude in der Kretschmerstraße (vormals Martin-Andersen-Nexö-Gymnasium), ebenfalls von Karl Emil Scherz zu Beginn des 20. Jahrhunderts erbaut und 2007 bis 2010 aufwändig erweitert und restauriert.